# República Dominicana en los Juegos Olímpicos
La República Dominicana en los Juegos Olímpicos está representada por el Comité Olímpico Dominicano, creado en 1953 y reconocido por el Comité Olímpico Internacional en 1954.
Ha participado en dieciséis ediciones de los Juegos Olímpicos de Verano, su primera presencia tuvo lugar en Tokio 1964. El país ha obtenido un total de quince medallas en las ediciones de verano: cuatro de oro, cinco de plata y seis de bronce.
En los Juegos Olímpicos de Invierno la República Dominicana no ha participado en ninguna edición.

## Medallero

### Por edición
Juegos Olímpicos de Verano
| Evento              | Oro | Plata | Bronce | Total |
| ------------------- | --- | ----- | ------ | ----- |
| Tokio 1964          | 0   | 0     | 0      | 0     |
| México 1968         | 0   | 0     | 0      | 0     |
| Múnich 1972         | 0   | 0     | 0      | 0     |
| Montreal 1976       | 0   | 0     | 0      | 0     |
| Moscú 1980          | 0   | 0     | 0      | 0     |
| Los Ángeles 1984    | 0   | 0     | 1      | 1     |
| Seúl 1988           | 0   | 0     | 0      | 0     |
| Barcelona 1992      | 0   | 0     | 0      | 0     |
| Atlanta 1996        | 0   | 0     | 0      | 0     |
| Sídney 2000         | 0   | 0     | 0      | 0     |
| Atenas 2004         | 1   | 0     | 0      | 1     |
| Pekín 2008          | 1   | 1     | 0      | 2     |
| Londres 2012        | 1   | 1     | 0      | 2     |
| Río de Janeiro 2016 | 0   | 0     | 1      | 1     |
| Tokio 2020          | 0   | 3     | 2      | 5     |
| París 2024          | 1   | 0     | 2      | 3     |
| TOTAL               | 4   | 5     | 6      | 15    |

### Por deporte
Deportes de verano
| Evento       | Oro | Plata | Bronce | Total |
| ------------ | --- | ----- | ------ | ----- |
| Atletismo    | 3   | 3     | 0      | 6     |
| Béisbol      | 0   | 0     | 1      | 1     |
| Boxeo        | 1   | 0     | 3      | 4     |
| Halterofilia | 0   | 1     | 1      | 2     |
| Taekwondo    | 0   | 1     | 1      | 2     |
| TOTAL        | 4   | 5     | 6      | 15    |